# Babikr Bedri
Babikr Bedri (arabisch بدري، بابكر, DMG Bābakr ʻAlī Badrī, auch: Babiker Badri, geb. um 1856; gest. 1954) war ein Mahdisten-Krieger, der sich später sozial engagierte und die Grundlagen für Frauenbildung im Sudan legte. Bedri begann mit einer kleinen Schule für seine eigenen Töchter. Im Laufe der Zeit wurde die Schule  nach Omdurman verlegt und bildete den Kern der heutigen Ahfad-Universität für Frauen.

## Leben
Bedri war bei der Schlacht von Omdurman beteiligt, wo die Armee der Mahdisten aufgerieben wurde. Nach der Schlacht zog er nach Rufaa, einer kleinen Stadt in der Region des heutigen an-Nil al-azraq (Blue Nile).

### Von der Mädchenschule zur Universität
In Rufaa gründete er 1907 die erste Schule für Mädchen im Sudan und benannte sie “al Ahfad”. Anfangs wurde der Unterricht in seinem Heim abgehalten. Neun seiner eigenen Töchter und acht Mädchen von Nachbarn waren die ersten Schülerinnen. Der Condominium Director of Education Currie inspizierte die Schule, aber warnte Bedri, dass die Verantwortung allein bei ihm liege, ebenso wie die Kosten für den Betrieb einer solchen neuen Einrichtung. Eine private Spende erfolgte in diesem Jahr durch Curries Stellvertreter John Winter Crowfoot. Später erhielt die Schule dann doch finanzielle Mittel von den Kondominium-Behörden.
Babikr Bedris Ideen zur Bildung von Mädchen stießen bei älteren Sudanesen auf starken Widerstand, da sie der Idee, Mädchen zur Schule zu schicken, misstrauisch gegenüberstanden. Auch die Kolonialbehörden waren misstrauisch gegenüber einer Neuerung, welche die breite Bevölkerung verunsichern könnte. Bedris Vorstellungen zur Bildung von Frauen verbanden traditionelle islamische Frömmigkeit und Lehre mit weltlicher Bildung und Religionsunterricht für Mädchen und Jungen. Damals bestand das Hauptziel der Schulbildung darin, für eine bessere Ernährung und Gesundheitsversorgung zu sorgen, damit die Kinder später gesund waren.
In seinen Memoiren beschreibt Bedri eine Situation, als er Miss Evans, die neue Inspektorin der Mädchenschulen anfang der 1920er nach Rufaa brachte und, wie sie sich unterhielten:

„Während unserer Besichtigung der Schule drehte sich Miss Evans zu mir um und sagte unverblümt: ‚Sie sagen ständig «Scheich Babikr dies und Scheich Babikr das». Was ist so großartig, was Sie erreicht haben?‘ Mit einem Lächeln antwortete ich ihr: ‚Mein Erfolg ist, dass Sie in den Sudan gekommen sind. In ein oder zwei Jahren werde ich Sie fragen, was Sie erreicht haben, da können Sie sicher sein.‘ Sie war zu verwirrt, um zu antworten.“

Bei seiner Rückkehr nach Khartum wurde Bedri von John Crowfoot, dem Bildungsdirektor, wegen seiner Bemerkungen gegenüber Miss Evans zur Rede gestellt. „Als Antwort fragte ich ihn, warum er diese Inspektorin für die Mädchenschulen ausgewählt hatte und erzählte, wie sie seine Frau behandelt hatte. Daraufhin ließ er die Angelegenheit ohne weitere Kritik fallen.“
1943 zog die Schule von Rufaa nach Omdurman, auf der anderen Seite des Nils gegenüber von Khartum, und es wurde eine begleitende Oberschule für Jungen gegründet.
1991 wurde die Al-Ahfad-Mädchenschule von Yusuf Badri, dem Sohn von Babikr Bedri, in ein College und dann in die gleichnamige Universität umgewandelt.

## Autobiographie
Babikr Bedris Autobiographie „My Life“ (1961) gilt als sudanesischer Klassiker. Es ist eine wichtige Quelle zur Geschichte des Sudan in der Mahdisten-Ära (الدولة المهدية&lrms;) und der darauffolgenden Zeit der britischen Kolonialisierung. Diese Memoiren wurden teilweise ins Englische übersetzt. Ein erster Band (veröffentlicht 1969) deckt die Jahre von Bedris Kindheit von der Mitte des 19. Jahrhunderts bis zum Fall Omdurmans im Jahr 1898 ab. Der zweite Band erschien 1980 und deckt den Zeitraum von 1898 bis 1927 ab.
Wie Babikr Bedri selbst kommentierte:

„Eine Autobiographie enthält Geschichten verschiedenster Art, von denen einige nur der Unterhaltung dienen und andere von Bedeutung sind und als Beispiele dienen, denen man folgen, oder die man meiden sollte.“

## Familie und Nachfahren

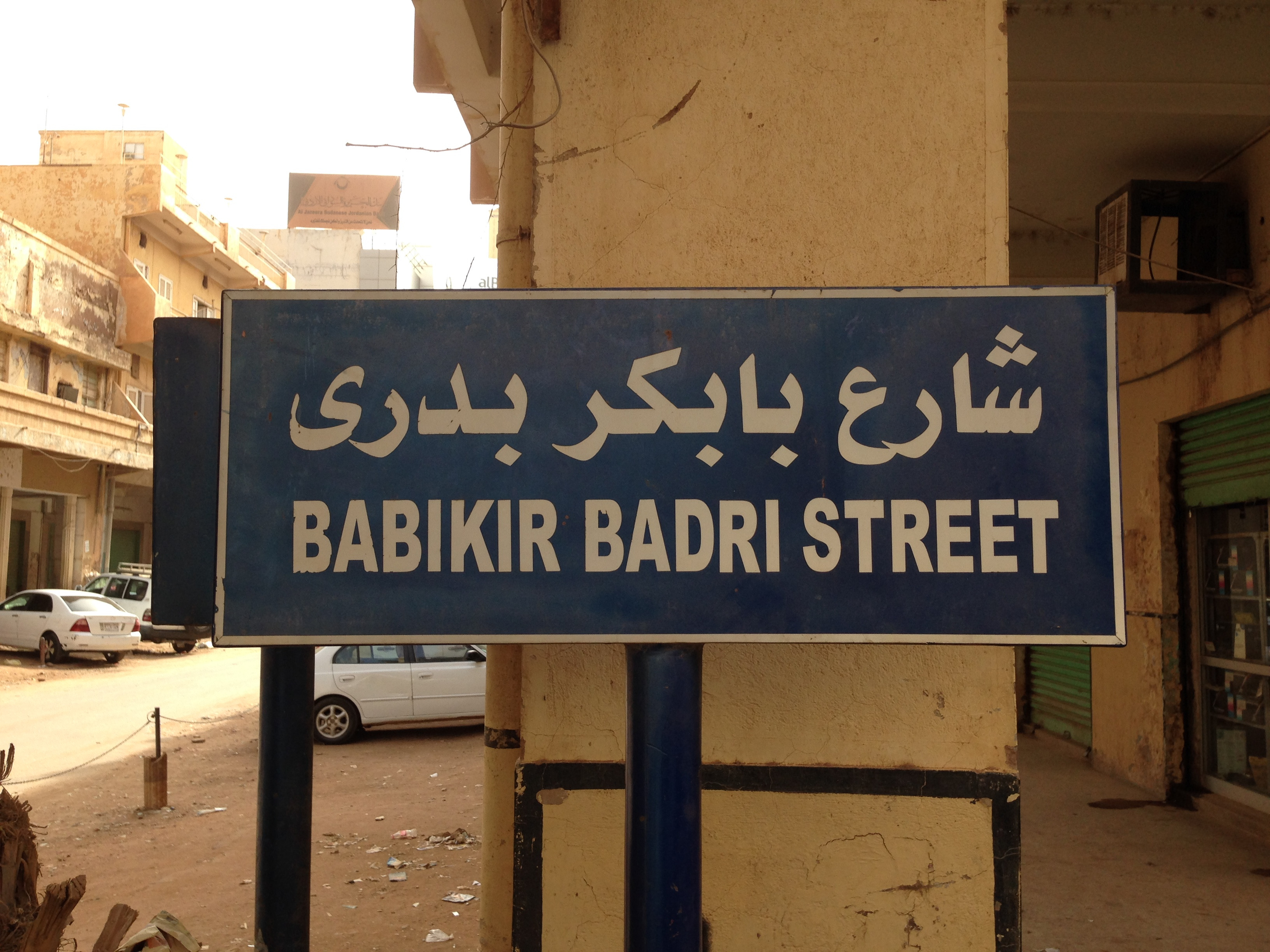
Straßenschild Khartum (2018).

Babikr Bedris Sohn Yusuf Bedri führte sein Werk fort und ein Enkel, Gasim Badri, ist der derzeitige Präsident der Ahfad-Universität für Frauen (جامعـــة الأحفـــاد للبنـــات‎, AUW). In seinem langen Leben hatte Babikr Bedri fünf Frauen und 21 Kinder. Seine Enkelin Balghis Badri ist eine feministische Aktivistin und Professorin für Social Anthropology an der Ahfad-Universität für Frauen.
Eine seiner vielen Nachfahrinnen ist seine Großenkelin, die BBC-Nachrichtensprecherin Zeinab Badawi. In einem Interview 2018 sprach sie über ihren Vorfahren:

„Damals hatten Mädchen keine Schulbildung, aber mein Urgroßvater wollte das ändern und begann mit seinen eigenen Töchtern. Trotz der Feindseligkeit der britischen Behörden und der sudanesischen Gemeinschaft richtete er in seinem eigenen Haus eine Schule für seine Kinder ein.“

## Vermächtnis
Babikr Bedri war „ein Pionier der modernen Bildung in einem traditionellen Kontext“ („a pioneer of modern education in a traditional context“), schreiben die Herausgeber seines ersten Memoirenbandes auf Englisch, „und eine bemerkenswerte Persönlichkeit“ („and a remarkable personality“). Vom Beginn des 20. Jahrhunderts bis zu seinem Tod im Jahr 1954 – sein Alter ist unsicher, er war entweder 94 oder 98 – war er in ihren Worten „die herausragendstee Persönlichkeit der sudanesischen Bildung und einer der bekanntesten sudanesischen Intellektuellen“ („the outstanding figure in Sudanese education and one of the best known Sudanese intellectuals“).